# Tachott
Tachott este o comună din departamentul Sélibabi, Regiunea Guidimakha, Mauritania, cu o populație de 9.438 locuitori.